# Liste der Bodendenkmale in Rosenau (Brandenburg)
Die Liste der Bodendenkmale in Rosenau enthält alle Bodendenkmale der brandenburgischen Gemeinde Rosenau und ihrer Ortsteile auf der Grundlage der Landesdenkmalliste vom 31. Dezember 2020.
Die Baudenkmale sind in der Liste der Baudenkmale in Rosenau (Brandenburg) aufgeführt.
| Gemarkung      | Flur    | Kurzansprache                                                                               | Nummer | Bemerkung | Bild |
| -------------- | ------- | ------------------------------------------------------------------------------------------- | ------ | --- | ---- |
| Rogäsen (Lage) | 4       | Gräberfeld Ur- und Frühgeschichte                                                           | 31150  | |      |
| Rogäsen (Lage) | 2       | Gräberfeld Eisenzeit                                                                        | 31152  | Am Friedensberg bei Rogäsen wurden bei Ausgrabungen mehrere frühgeschichtliche Gräber entdeckt. Diese wurden in die vorrömische Eisenzeit datiert. siehe Friedensberg |      |
| Rogäsen (Lage) | 2, 4, 5 | Siedlung Eisenzeit, Dorfkern Neuzeit, Dorfkern Mittelalter, Siedlung slawisches Mittelalter | 31153  | |      |
| Viesen (Lage)  | 1, 3    | Siedlung Bronzezeit, Dorfkern deutsches Mittelalter, Siedlung Eisenzeit, Dorfkern Neuzeit   | 31064  | |      |
| Viesen (Lage)  | 1       | Gräberfeld Bronzezeit                                                                       | 31065  | |      |
| Viesen (Lage)  | 1       | Gräberfeld Bronzezeit                                                                       | 31066  | |      |
| Zitz (Lage)    | 3       | Gräberfeld Bronzezeit                                                                       | 30809  | |      |
| Zitz (Lage)    | 3, 4    | Siedlung Bronzezeit, Siedlung römische Kaiserzeit                                           | 30810  | |      |
| Zitz (Lage)    | 3, 8    | Dorfkern Neuzeit, Siedlung Bronzezeit, Siedlung Eisenzeit, Dorfkern Mittelalter             | 31084  | |      |